# Tuccio Guicciardini
Tuccio Guicciardini (Firenze, ... – 1294) è stato un banchiere, politico e mercante italiano.
Tra i primi personaggi di rilievo della famiglia Guicciardini, come il padre Guicciardino ricoprì alcune cariche politiche nella Repubblica di Firenze. In particolare seppe accumulare una consistente ricchezza che fondò il benessere familiare. 
Ebbe due figli, Simone, il primo priore e Gonfaloniere di Giustizia della famiglia nel 1302, e Ghino.